# Grąblewo
Grąblewo (prononciation : [ɡrɔmˈblɛvɔ]) est un village polonais de la gmina de Grodzisk Wielkopolski dans le powiat de Grodzisk Wielkopolski de la voïvodie de Grande-Pologne dans le centre-ouest de la Pologne.
Il se situe à environ 2 kilomètres au nord de Grodzisk Wielkopolski (siège de la gmina et du powiat) et à 40 kilomètres au sud-ouest de Poznań (capitale régionale).

## Histoire
De 1975 à 1998, le village faisait partie du territoire de la voïvodie de Poznań.

Depuis 1999, Grąblewo est situé dans la voïvodie de Grande-Pologne.
Le village possède une population de 590 habitants.